# 木村勇大 (サッカー選手)
木村 勇大（きむら ゆうだい、2001年2月28日 - ）は、大阪府堺市出身のプロサッカー選手。Jリーグ・名古屋グランパス所属。ポジションはフォワード（FW）。

## 経歴
大阪桐蔭高等学校を経て、関西学院大学へ入学してサッカー部に所属。2021年10月1日、京都サンガF.C.に2023年度の加入内定および特別指定選手に承認されたことが発表された。
2022年度も京都の特別指定選手として承認。同年2月19日のJ1リーグ第1節・浦和レッズ戦でJリーグに初出場した。2月23日、ルヴァンカップ・グループステージ第1節の柏レイソル戦で公式戦初ゴールを決めた。
2023年8月16日、ツエーゲン金沢へ育成型期限付き移籍で加入することが発表された。
2024年、東京ヴェルディに期限付き移籍で加入した。自身初のシーズン2桁得点を達成し、チームのJ1残留に大きく貢献した。2025年、完全移籍に移行した。
2025年8月、名古屋グランパスに完全移籍で加入した。

## 所属クラブ
- YNキッカーズ（府中市立四谷小学校）[2]
- 東京ヴェルディジュニア（府中市立四谷小学校）[2]
- ヴィッセル神戸U-12（神戸市立本山第一小学校）[2]
- 2013年 - 2015年 ヴィッセル神戸U-15（神戸市立本山南中学校）[2]
- 2016年 - 2018年 大阪桐蔭高等学校
- 2019年 - 2022年 関西学院大学
  - 2021年 - 2022年 京都サンガF.C.（特別指定選手）
- 2023年 - 2024年 京都サンガF.C.
  - 2023年8月 - 同年12月 ツエーゲン金沢（育成型期限付き移籍）
  - 2024年 東京ヴェルディ（期限付き移籍）
- 2025年 - 同年8月 東京ヴェルディ
- 2025年8月 - 名古屋グランパス

## 個人成績
| 国内大会個人成績 | 国内大会個人成績 | 国内大会個人成績 | 国内大会個人成績 | 国内大会個人成績 | 国内大会個人成績 | 国内大会個人成績 | 国内大会個人成績 | 国内大会個人成績 | 国内大会個人成績 | 国内大会個人成績 | 国内大会個人成績 |
| 年度             | クラブ           | 背番号           | リーグ           | リーグ戦         | リーグ戦         | リーグ杯         | リーグ杯         | オープン杯       | オープン杯       | 期間通算         | 期間通算         |
| 年度             | クラブ           | 背番号           | リーグ           | 出場             | 得点             | 出場             | 得点             | 出場             | 得点             | 出場             | 得点             |
| 日本             | 日本             | 日本             | 日本             | リーグ戦         | リーグ戦         | リーグ杯         | リーグ杯         | 天皇杯           | 天皇杯           | 期間通算         | 期間通算         |
| ---------------- | ---------------- | ---------------- | ---------------- | ---------------- | ---------------- | ---------------- | ---------------- | ---------------- | ---------------- | ---------------- | ---------------- |
| 2021             | 関学大           | 26               | -                | -                | -                | -                | -                | 2                | 0                | 2                | 0                |
| 2022             | 京都             | 40               | J1               | 7                | 0                | 1                | 1                | -                | -                | 8                | 1                |
| 2023             | 京都             | 15               | J1               | 7                | 0                | 5                | 0                | 1                | 0                | 13               | 0                |
| 2023             | 金沢             | 26               | J2               | 10               | 1                | -                | -                | -                | -                | 10               | 1                |
| 2024             | 東京V            | 20               | J1               | 36               | 10               | 0                | 0                | 2                | 1                | 38               | 11               |
| 2025             | 東京V            | 10               | J1               | 20               | 2                | 5                | 2                | 0                | 0                | 25               | 4                |
| 2025             | 名古屋           | 22               | J1               |                  |                  | -                | -                | -                | -                |                  |                  |
| 通算             | 日本             | 日本             | J1               | 70               | 12               | 11               | 3                | 3                | 1                | 84               | 16               |
| 通算             | 日本             | 日本             | J2               | 10               | 1                | -                | -                | -                | -                | 10               | 1                |
| 通算             | 日本             | 日本             | 他               | -                | -                | -                | -                | 2                | 0                | 2                | 0                |
| 総通算           | 総通算           | 総通算           | 総通算           | 80               | 13               | 11               | 3                | 5                | 1                | 96               | 17               |

- Jリーグ初出場 - 2022年2月19日 J1第1節 浦和レッズ戦 (サンガスタジアム by KYOCERA)
- Jリーグ初得点 - 2022年2月23日 Jリーグ杯グループステージ第1節 柏レイソル戦 (サンガスタジアム by KYOCERA)

## 代表歴
- 2016年 第71回国民体育大会選抜（兵庫県代表）
- 2017年 第72回国民体育大会選抜（兵庫県代表）
- 2018年 関西選抜
- 2019年 デンソー関西大学選抜
- 2020年 デンソー関西大学選抜
- 2021年 全日本大学選抜候補
- 2023年 U-22日本代表
  - アジア競技大会サッカー競技 選出後怪我のため辞退[8]